# Ludvika (comuna)
Ludvika (em sueco: Ludvika kommun) é uma comuna da Suécia localizada no condado de Dalecárlia. Sua capital é a cidade de Ludvika. Possui 1 490 quilômetros quadrados e segundo censo de 2018, havia 26 946 habitantes.